# Aldo Bobadilla
Aldo Bobadilla, född 20 april 1976 i Pedro Juan Caballero, är en före detta fotbollsmålvakt från Paraguay. Han spelade i det paraguayanska landslaget.  
Bobadilla inledde sin karriär i paraguayanska Cerro Porteño och har även bland annat spelat för Boca Juniors. Han spelade i samtliga Paraguays matcher under VM 2006. I inledningsmatchen mot England fick han hoppa in när förstamålvakten Justo Villar blev skadad och han spelade sedan även mot Sverige och Trinidad och Tobago.